# Aprelewka
Aprelewka (russisch Апре́левка) ist eine Stadt mit 18.349 Einwohnern (Stand 14. Oktober 2010) in der Oblast Moskau, Russland. Sie liegt etwa 40 km südwestlich des Zentrums von Moskau, dessen Stadtgebiet reicht jedoch bis an Aprelewka heran. Nördliche Nachbarstadt ist Krasnosnamensk.

## Geschichte
Der Ort entstand 1899 an der zugleich gebauten wichtigen Eisenbahnstrecke von Moskau über Brjansk nach Kiew. Namensgebend für die Stadt ist das Flüsschen Aprelewka, dessen Name, anders als oft vermutet, nichts mit dem Monat April (russ. пре́лый (prely) – zu deutsch „faulig“) zu tun hat.

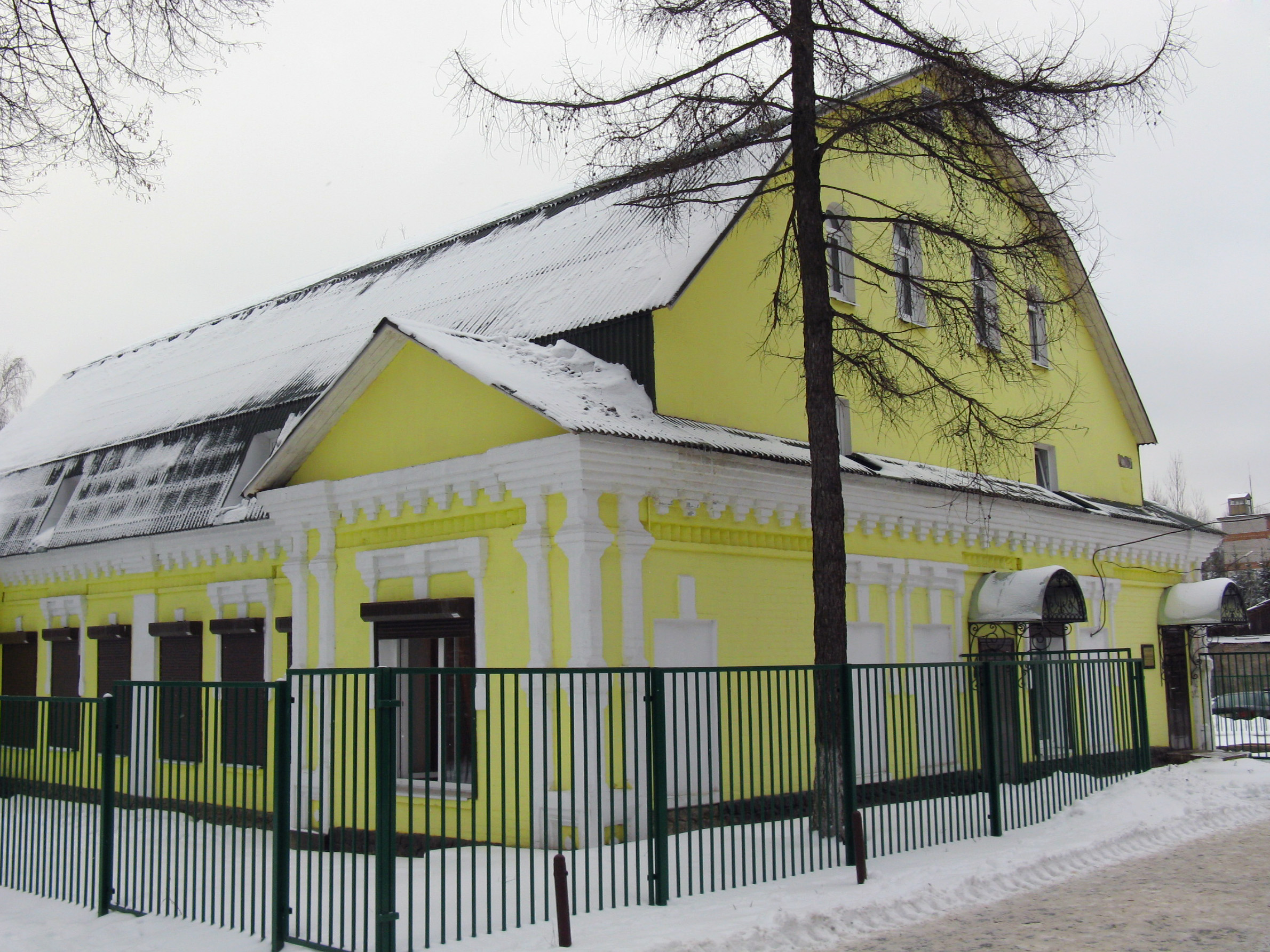
Schallplatten-Museum in Aprelewka

1910 wurde in Aprelewka die erste größere Fabrik für Schallplatten in Russland von den drei deutschen Industriellen Gottlieb Moll, dessen Sohn Johann Moll und August Kybart gegründet. Später wurde diese nach der Oktoberrevolution nationalisiert und war jahrzehntelang die zentrale Produktionsstätte des staatlichen sowjetischen Platten-Monopolisten Melodija.
1935 entstand aus dem Dorf Aprelewka und einigen benachbarten Dörfern eine Arbeitersiedlung. Diese erhielt 1961 Stadtrechte. Die im Zweiten Weltkrieg während der deutschen Luftangriffe stark beschädigte Schallplattenfabrik wurde nach Kriegsende unter Einsatz von deutschen Kriegsgefangenen wiederaufgebaut. 

## Wirtschaft und Infrastruktur

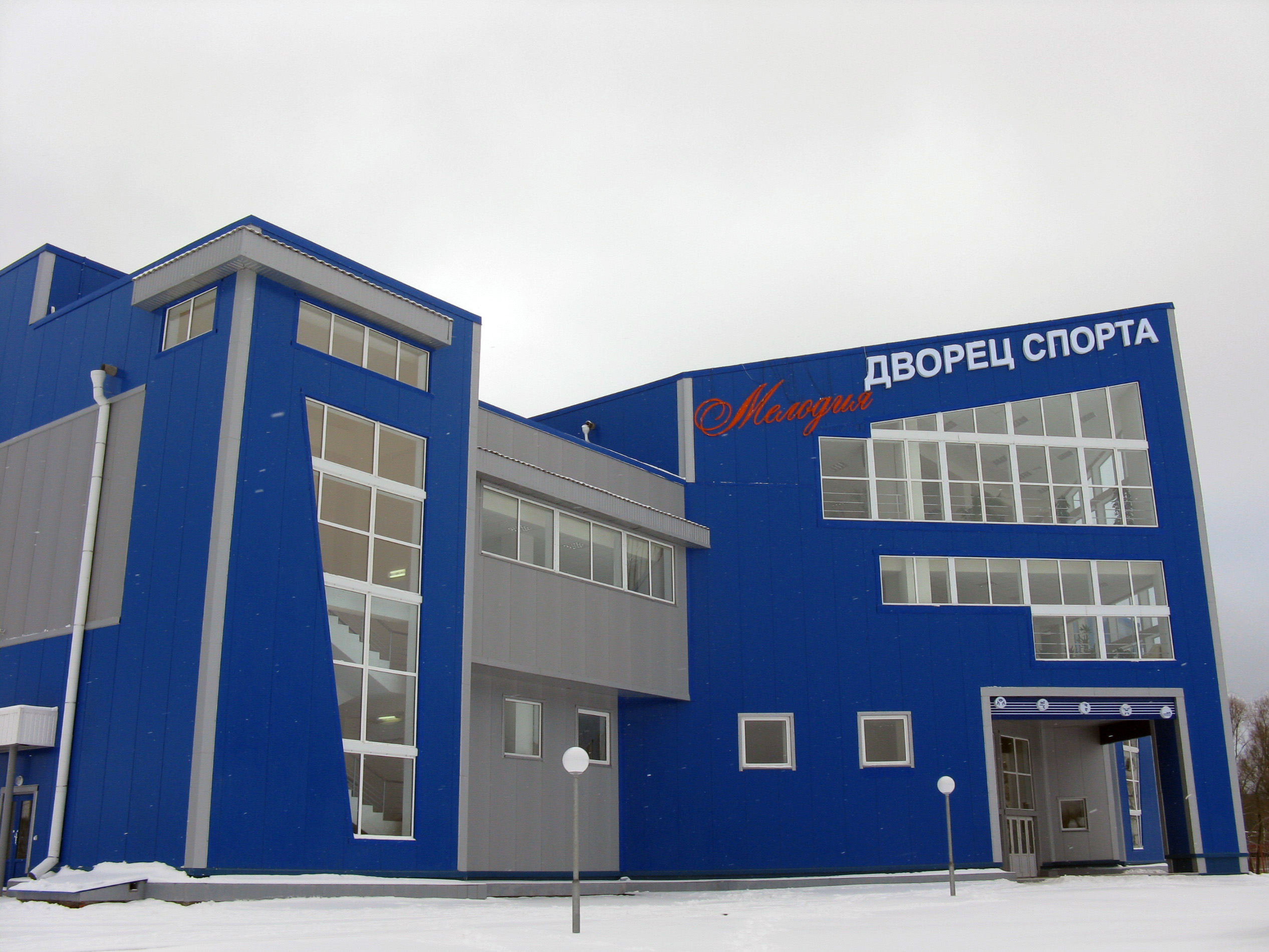
Sportpalast Melodija

Nach der Auflösung der Sowjetunion verlor das Plattenlabel Melodija seine einstige Bedeutung und hat heute nur einen geringen Marktanteil in Russland. Die Schallplattenfabrik wurde Mitte der 1990er-Jahre aufgelöst, die Produktionsräume werden seitdem an kleinere Betriebe vermietet. An den Betrieb erinnert heute ein Schallplattenmuseum sowie ein im Januar 2008 eingeweihter Sportpalast, der den Namen Melodija erhielt. Heute gibt es in der Stadt noch chemische Industrie und einige Fabriken aus dem Bereich der Nahrungsmittelproduktion.
Eine wichtige Straßenanbindung der Stadt besteht über die Magistrale M3, die hier die Ringstraße A107 quert. Aprelewka hat an der Bahnstrecke Moskau – Brjansk einen Regionalbahnhof mit regelmäßigen Zugverbindungen zum Kiewer Bahnhof in Moskau.